# Hagetmau
Hagetmau je francouzská obec v departementu Landes v regionu Akvitánie. Leží asi 45 km severovýchodně od Pau, na okraji chráněné krajinné oblasti Chalosse, při řece Adur. 
V roce 2020 zde žilo 4 622 obyvatel. Je centrem kantonu Creully.

## Historie
Nejstarší osídlení je spojeno s raně středověkou kolonizací. Za Karla Velikého v roce 778 zde benediktini z kláštera svatého Gironse z Louts založili vesnici Saint-Girons-du-Hayet. Krypta kostela svatého Gironse pochází ze 12. století a stojí na místě, kde údajně svatý Girons roku 365 nebo 409 zemřel po boji s ariánskými Vizigóty, když  přišel na místo vzdát pohřební poctu svému příteli, svatému Severovi. V předsíni krypty stojí kamenný sarkofág s částí ostatků sv. Gironse. 
Železniční trať byl do obce přivedena roku 1910.
Obec má venkovský charakter. Po staletí je známá výrobou židlí a křesel, jejím symbolem je desetimetrová Pantagruelova židle, stojící na kruhovém objezdu před obcí. Dvě nábytkářské továrny k roku 1994 poskytovaly kolem 2000 pracovních míst.

## Památky
- Krypta svatého Gironse, románská sloupová síň na půdorysu 12 x 7,6 metru pochází ze 12. století, s figurální výzdobou hlavic sloupů a původním obvodovým zdivem. Klenba je pozdější; kolegiátní kostel pobořili protestanti roku 1569 a zcela zbořen byl v roce 1904. Raně gotické žebrové klenby krypty tehdy byly nahrazeny novou konstrukcí. V předsíni stojí kamenný sarkofág s relikviemi sv. Gironse, zdejšího světce ze 4./5. století.
- Farní kostel sv. Maří Magdalény, trojlodní novogotická bazilika z let 1884-1886, navrhl architekt Charles Dupuy[3]. Před ní stojí obelisk – památník obětem světových válek.
- Renesanční zámek
- Obec leží na francouzské trase Svatojakubské cesty Via Lemovicensis.

## Galerie

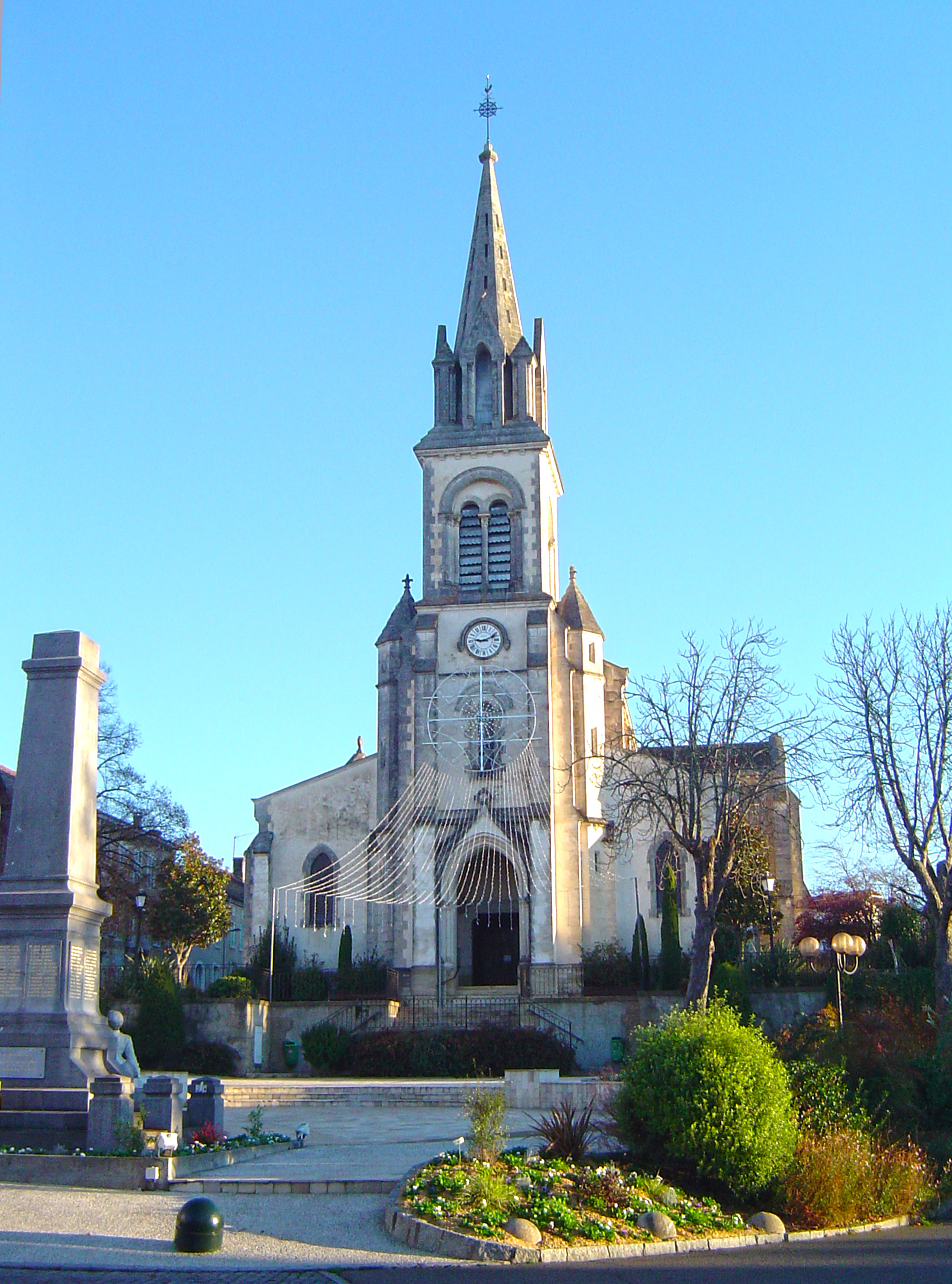
Kostel sv. Maří Magdalény
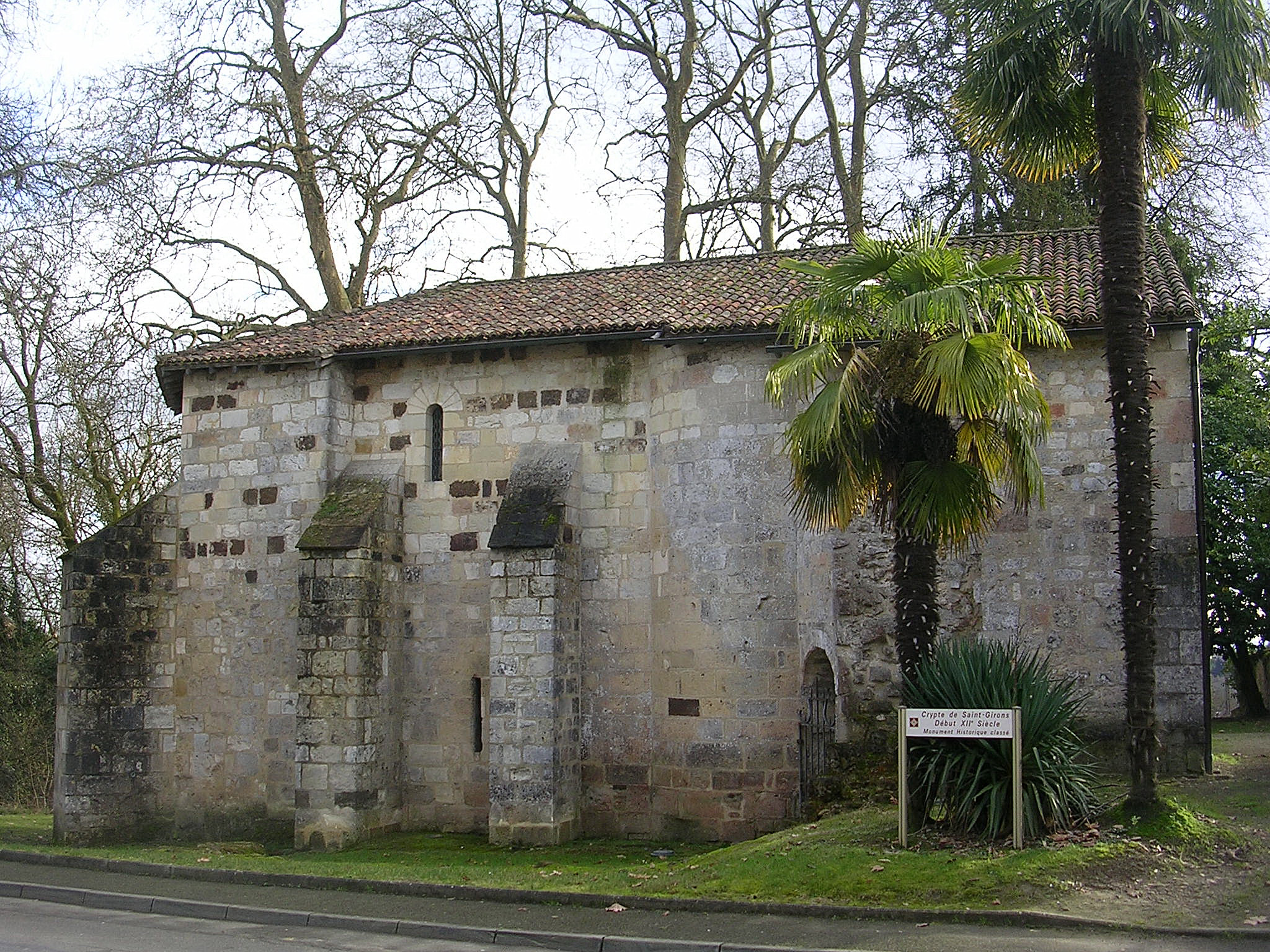
Krypta – exteriér
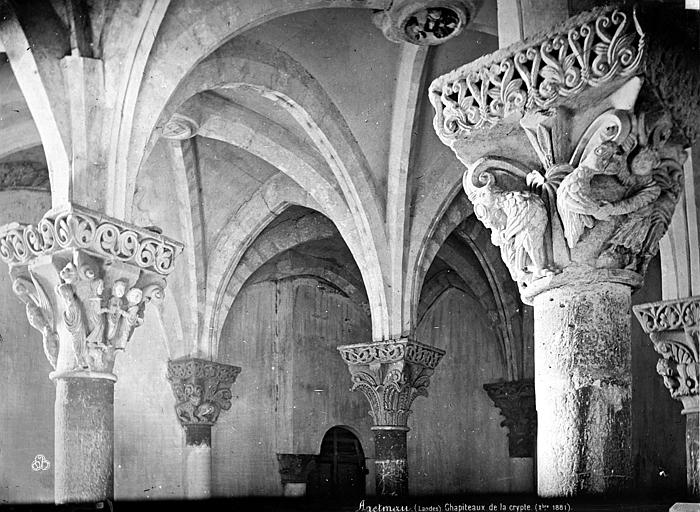
Klenby krypty (1881)
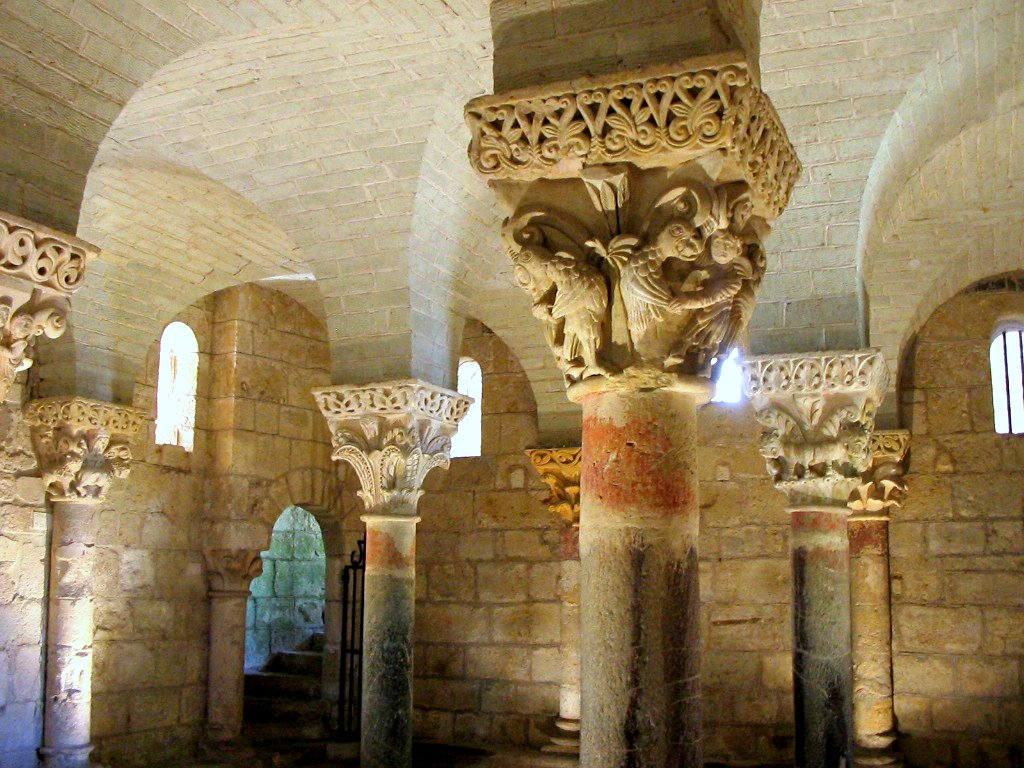
Krypta  – interiér
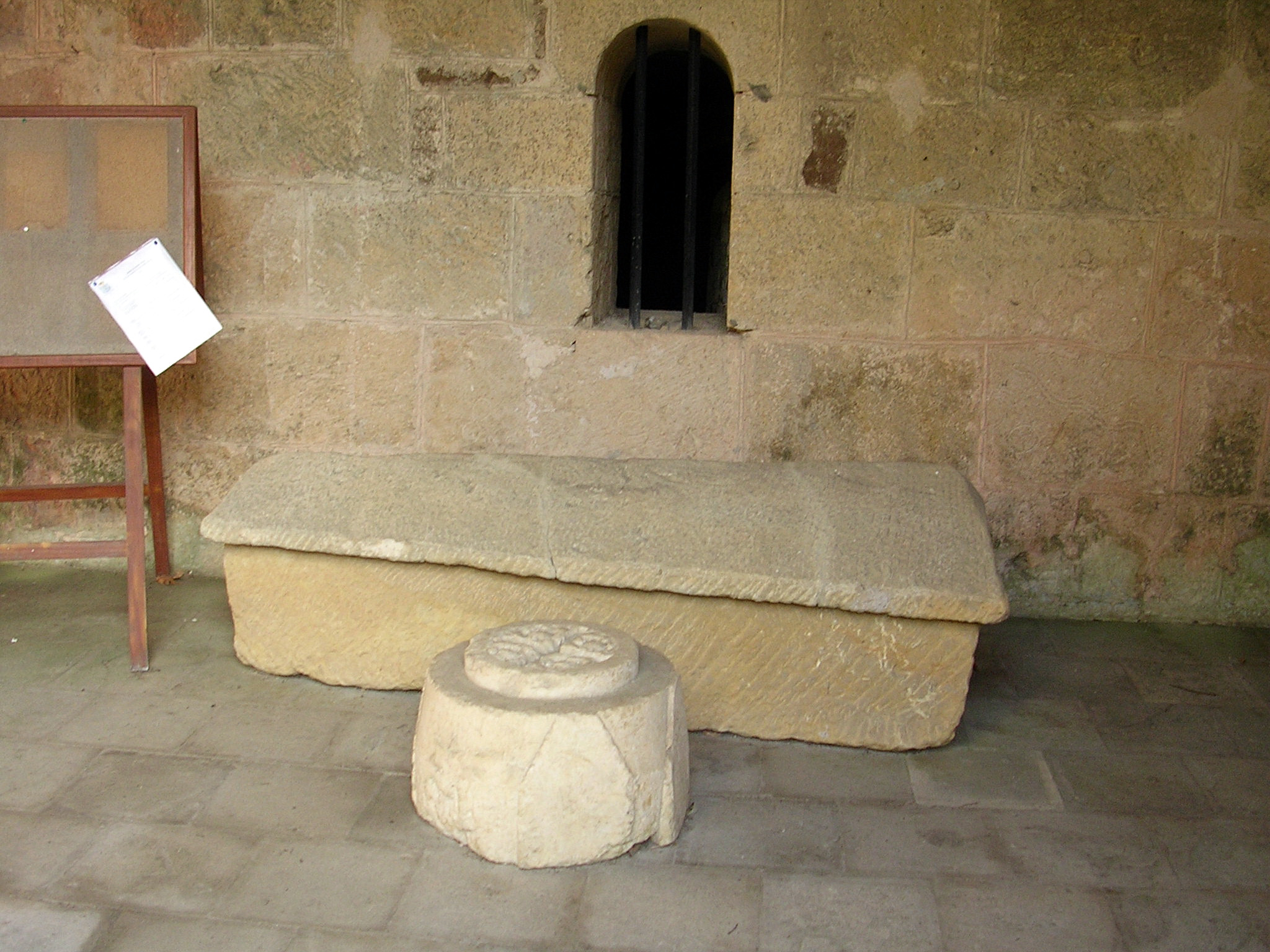
Sarkofág sv. Gironse
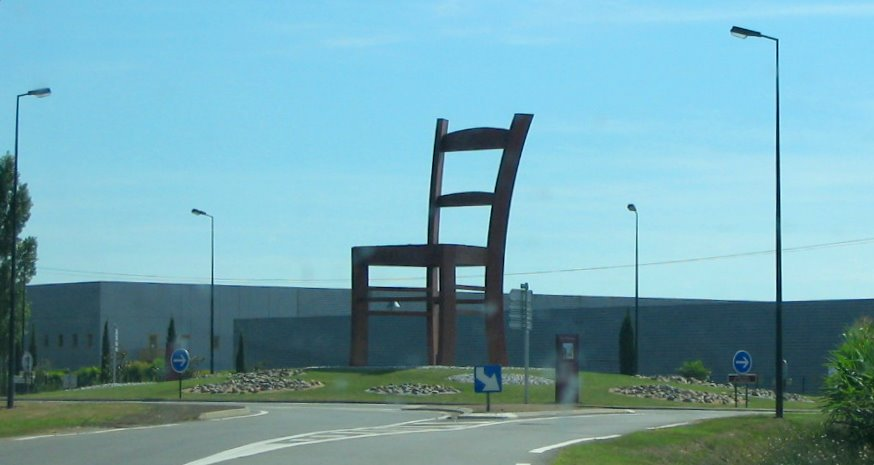
Pantagruelova židle